# Ann Hui
Ann Hui (許鞍華, pinyin: Xǔ Ānhuá), född 23 maj 1947 i Anshan, Manchuriet, är en hongkongesisk filmregissör. Hon var framträdande inom den hongkongesiska nya vågen på 70- och 80-talen. Hennes verk spänner från samhällskritiska dramer till spökhistorier och kampsportfilm. De kännetecknas bland annat av ett stort historiskt åkallande och har i regel kvinnliga huvudpersoner. Hon är fyrfaldig vinnare av Hongkongs filmpris för bästa regissör och har tävlat vid filmestivalerna i Berlin och Venedig.

## Filmografi
- Fung gip (1979)
- Zhuang dao zheng (1980)
- Woo Yuet dik goo si (1981)
- Tau ban no hoi (1982)
- Qing cheng zhi lian (1984)
- Xiang xiang gong zhu (1987)
- Shu jian en chou lu (1987)
- Gam ye sing gwong chan lan (1988)
- Ke tu qiu hen (1990)
- Xiao ao jiang hu (1990)
- Ji dao zhui zong (1991)
- Shanghai jiaqi (1991)
- Xiao nian yu ying xoing (1993)
- Nu ren si shi (1995)
- A Jin de gu shi (1996)
- Ban sheng yuan (1997)
- Gei diy chun fung (1997)
- Qian yan wan yu (1999)
- Youling renjian (2001)
- Laam yan sei sap (2002)
- Yu guanyin (2003)
- Yi ma de hou xian dai sheng huo (2006)
- Tin shui wai dik yat yu ye (2008)
- Tin shui wai dik ye yu mo (2009)
- Duk haan chau faan (2010)
- Tao jie (2011)
- Beautiful 2012 (2012)